# Psychotria phyllocalymmoides
Psychotria phyllocalymmoides är en måreväxtart som beskrevs av Johannes Müller Argoviensis. Psychotria phyllocalymmoides ingår i släktet Psychotria och familjen måreväxter. Inga underarter finns listade i Catalogue of Life.